# Charles Vijt
Charles Vijt (Brasschaat, 2 januari 1914) was een Belgisch militair en moderne vijfkamper.

## Levensloop
Vijt behaalde een brevet van meester in de gymnastiek, sport en schermen in 1939. Vervolgens volgde hij een opleiding tot elite-onderofficier. Deze werd evenwel onderbroken door de mobilisatie naar aanleiding van de Duitse inval tijdens de Tweede Wereldoorlog. Vijt nam hierbij deel aan de Achttiendaagse Veldtocht, maar werd gevangen genomen. Vervolgens bracht hij 17 maanden door in krijgsgevangenschap in de Stalag van Erfurt.
Vijt wist te ontsnappen en vluchtte naar Congo, alwaar hij begin 1943 werd opgenomen in de Openbare Weermacht. Vervolgens was hij actief in het Midden-Oosten als lid van het Belgisch expeditiekorps. Omstreeks 1944 volgde hij in het Verenigd Koninkrijk een SAS-opleiding en hierop aansluitend was hij onder meer betrokken bij de Slag om de Ardennen en de Slag om Holland.
Na de bevrijding ging hij in januari 1947 aan de slag als sportmeester bij de Koninklijke Militaire School (KMS). Een functie die hij uitoefende tot zijn pensionering op 1 januari 1970. Vijt werd in 1948 Belgisch kampioen in de meerkamp en nam tevens in deze discipline deel aan de Olympische Zomerspelen van 1948 te Londen. Hij werd er 41e in het eindklassement. Tevens droeg hij er de Belgische vlag tijdens de openingsceremonie.